# 圣乔治德潘坦杜
圣乔治德潘坦杜（法語：Saint-Georges-de-Pointindoux，法語發音：[sɛ̃ ʒɔʁʒ də pwɛ̃tɛ̃du]）是法国卢瓦尔河地区大区旺代省的一个市镇，属于莱萨布勒多洛讷区。

## 地理
圣乔治德潘坦杜（46°38'41"N, 1°37'23"W）面积15.37 平方千米，位于法国卢瓦尔河地区大区旺代省，该省份为法国西部沿海省份，北起大西洋卢瓦尔省和曼恩-卢瓦尔省，西临大西洋，南至滨海夏朗德省，东部及东南部与德塞夫勒省接壤。
与圣乔治德潘坦杜接壤的市镇（或旧市镇、城区）包括：博略苏拉罗什、朗德龙德、马尔蒂内、圣弗莱沃德卢、圣于连德朗德、莱萨沙尔。

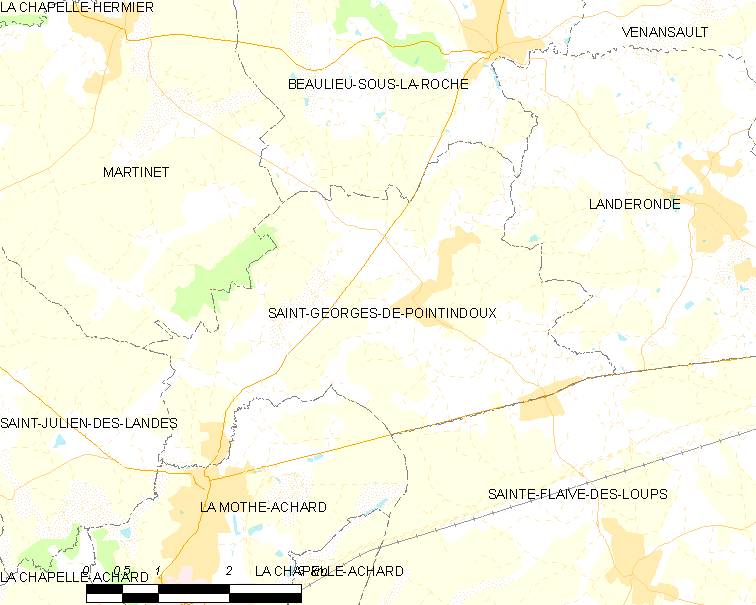
圣乔治德潘坦杜的OSM定位图

圣乔治德潘坦杜的时区为UTC+01:00、UTC+02:00（夏令时）。

## 行政
圣乔治德潘坦杜的邮政编码为85150，INSEE市镇编码为85218。

## 政治
圣乔治德潘坦杜所属的省级选区为塔尔蒙-圣伊莱尔县。

## 人口

1962-2008年间圣乔治德潘坦杜人口变化图示

圣乔治德潘坦杜于2022年1月1日时的人口数量为1820人。